# Municipio de Iona (condado de Todd)
El municipio de Iona (en inglés: Iona Township) es un municipio ubicado en el condado de Todd en el estado estadounidense de Minnesota. En el año 2010 tenía una población de 490 habitantes y una densidad poblacional de 5,21 personas por km².

## Geografía
El municipio de Iona se encuentra ubicado en las coordenadas 46°4′14″N 94°58′8″O / 46.07056, -94.96889. Según la Oficina del Censo de los Estados Unidos, el municipio tiene una superficie total de 94.01 km², de la cual 93,65 km² corresponden a tierra firme y (0,38 %) 0,36 km² es agua.

## Demografía
Según el censo de 2010, había 490 personas residiendo en el municipio de Iona. La densidad de población era de 5,21 hab./km². De los 490 habitantes, el municipio de Iona estaba compuesto por el 96,12 % blancos, el 2,45 % eran afroamericanos, el 0,41 % eran asiáticos y el 1,02 % eran de una mezcla de razas. Del total de la población el 0,82 % eran hispanos o latinos de cualquier raza.